# Piotuchowszczyzna
Piotuchowszczyzna, Pietuchowszczyzna (biał. Петухоўшчына, Pietuchouszczyna; ros. Петуховщина, Pietuchowszczina) – wieś na Białorusi, w obwodzie mińskim, w rejonie nieświeskim, w sielsowiecie Siejłowicze, przy drodze republikańskiej R54.

## Historia
W dwudziestoleciu międzywojennym leżała w Polsce, w województwie nowogródzkim, w powiecie nieświeskim, w gminie Howiezna. W 1921 miejscowość liczyła 358 mieszkańców, zamieszkałych w 69 budynkach, wyłącznie Białorusinów. 323 mieszkańców było wyznania prawosławnego i 35 rzymskokatolickiego.
Po II wojnie światowej w granicach Związku Sowieckiego. Od 1991 w niepodległej Białorusi.